# Mleczaj fiołkowy

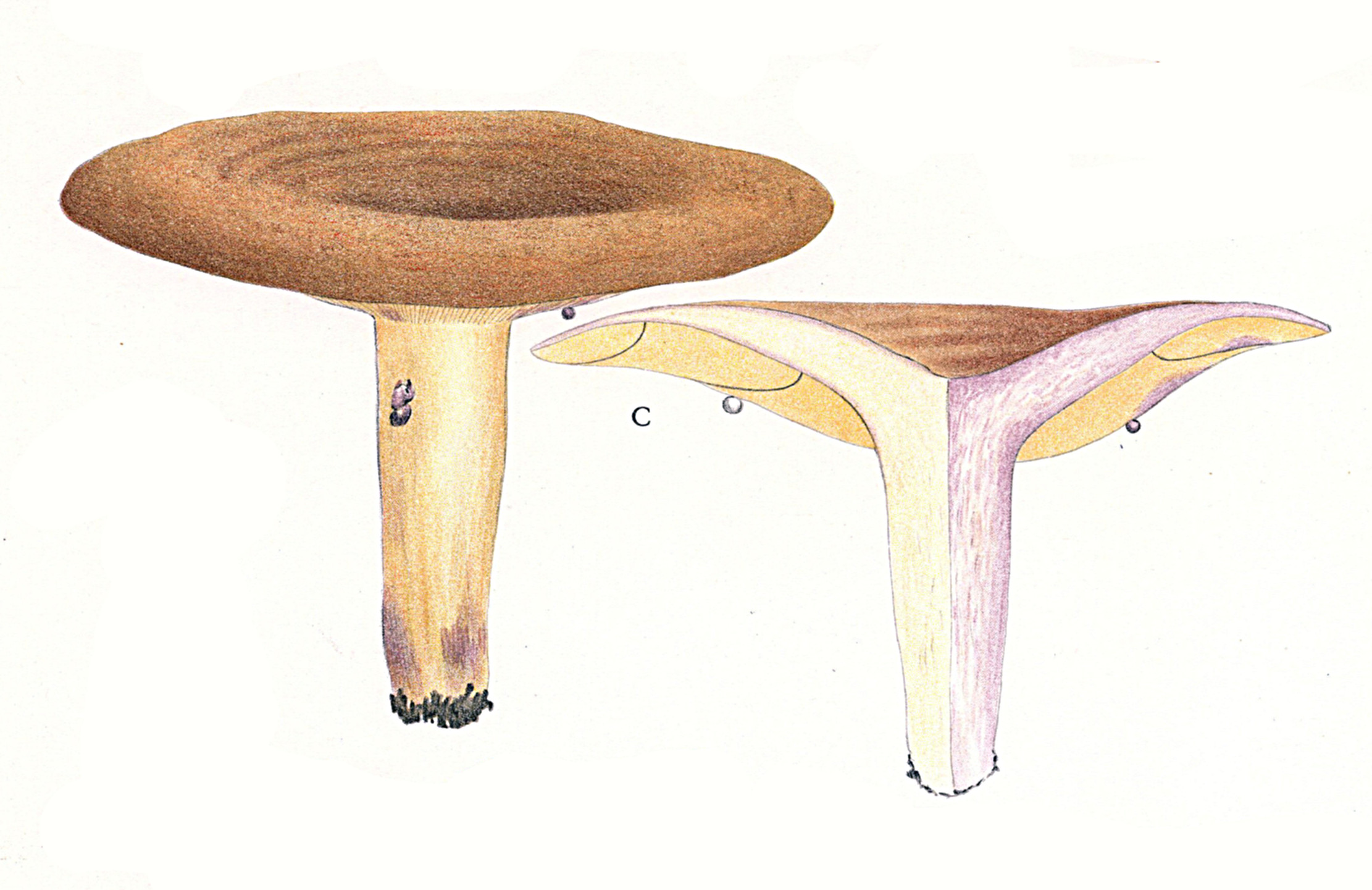

Mleczaj fiołkowy (Lactarius violascens (J. Otto) Fr.) – gatunek grzybów należący do rodziny gołąbkowatych (Russulaceae).

## Systematyka i nazewnictwo
Pozycja w klasyfikacji według Index Fungorum: Lactarius, Russulaceae, Russulales, Incertae sedis, Agaricomycetes, Agaricomycotina, Basidiomycota, Fungi.
Po raz pierwszy opisał go w 1816 r. Johann Gottfried Otto, nadając mu nazwę Agaricus violascens. Obecną nazwę nadał mu Elias Fries w 1838 r. Pozostałe synonimy:
- Galorrheus violascens (J. Otto) P. Kumm. 1871
- Lactarius uvidus var. violascens (J. Otto) Quél. 1888
- Lactifluus violascens (J. Otto) Kuntze 1891[2].

Polską nazwę nadała Alina Skirgiełło w 1988 r.

## Morfologia
Kapelusz
Średnica 5–10 cm, początkowo płaski z podwiniętym brzegiem, potem nieco wklęsły na środku, z małym garbkiem i prostym, brzegiem. Powierzchnia błyszcząca, gładka, sucha, w stanie wilgotnym nie śluzowata, fioletowobrązowa z koncentrycznymi, brunatnofioletowymi pręgami, po uciśnięciu ciemniejąca.
Blaszki
Przyrośnięto-zbiegające, z blaszeczkami, ochrowobrązowe, czasami z rudym odcieniem, po uszkodzeniu fioletowieją.
Trzon
O wysokości 4–6 cm i średnicy 1–1,25 cm, walcowaty, początkowo watowaty, potem komorowaty. Powierzchnia gładka, czasami z małymi jamkami, jasnoochrowa, po uciśnięciu brudnoliliowa.
Miąższ
Białawy z żółtawym odcieniem, jędrny, na powietrzu przebarwiający się na fioletowo, szczególnie pod blaszkami, o owocowym zapacu i nieco gorzkim smaku. Mleczko wydziela się obficie, jest białawe, powoli przebarwia się na fioletowo, ale oddzielone od miąższu nie zmienia barwy.
Wysyp zarodników
Kremowośmietankowy.
Cechy mikroskopowe
Podstawki 42–48 × 10–12 µm. Cystydy liczne, 50–70 × 7–10 µm. Zarodniki 9–11 × 7,5–8,5 µm µm, o powierzchni pokrytej brodawkami i grubymi, łączącymi je listewkami tworzącymi poprzerywaną siateczkę.
Gatunki podobne
Mleczaj lepki (Lactarius uvidus) jest ma jaśniejszy kapelusz i nie jest pręgowany, w budowie mikroskopowej różni się brakiem ziarnistego, pozakomórkowego pigmentu.

## Występowanie i siedlisko
Znane są jego stanowiska w Europie, Rosji, Japonii i w Ameryce Północnej. W Polsce W. Wojewoda w 2003 r. przytoczył sześć stanowisk. Bardziej aktualne stanowiska podaje internetowy atlas grzybów. Znajduje się w nim na liście gatunków zagrożonych i wartych objęcia ochroną. Na Czerwonej liście roślin i grzybów Polski ma status V – gatunek narażony, który zapewne w najbliższej przyszłości przesunie się do kategorii wymierających, jeśli nadal będą działać czynniki zagrożenia.
Naziemny grzyb mykoryzowy. Występuje w lasach mieszanych i liściastych, zwłaszcza pod dębami.